# Zorzines ussurica
Zorzines ussurica là một loài bướm đêm trong họ Noctuidae.